# Dècada del 1570

## Esdeveniments
- Publicació de l'Atlas d'Ortelius, el primer de la cartografia moderna
- 1571 - Batalla de Lepant
- Fundació de la borsa de Londres
- Guerra entre Holanda i Espanya
- Guerres de religió a França
- Importació d'esclaus negres al Brasil, que se sumen als 250000 ja existents

## Personatges destacats
- Giordano Bruno
- Francis Drake
- Tycho Brahe
- El Greco
- Rubens[1]